# Испанцы на Гавайских островах

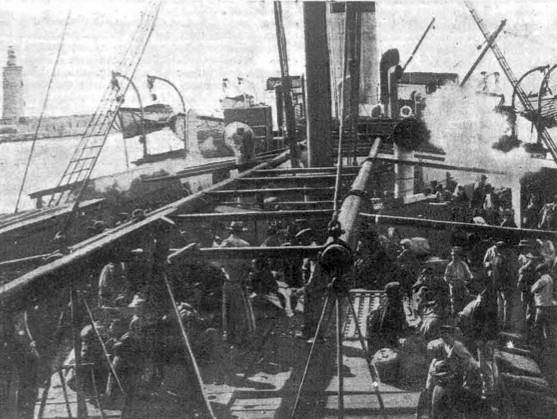
Испанские иммигранты на палубе парохода Heliopolis в 1907 году по пути на Гавайи.

Испанская иммиграция на Гавайи началась в 1907 году, когда правительство Гавайских островов и Гавайская ассоциация сахарных плантаторов (HSPA) решили дополнить продолжающийся ввоз португальских рабочих на Гавайи рабочими, нанятыми из Испании. Ввоз испанских рабочих вместе с их семьями продолжался до 1913 года, когда было ввезено более 9000 испанских иммигрантов, большинство из которых были наняты для работы в основном на гавайских плантациях сахарного тростника.

## Ранняя иммиграция
Возможно, первым испанским иммигрантом, поселившимся на Гавайях, был Франсиско де Паула Марин (1774—1837), авантюрист, знавший несколько языков и служивший королю Камеамеа I в качестве переводчика и военного советника. Позже Марин, возможно, консультировал сына Камеамеа Кауикеаули (Камеамеа III) по поводу зарождающегося животноводства на Гавайях, поскольку Марин жил в испанской Калифорнии, а Кауикеаули побывал там в 1832 году, чтобы лично понаблюдать за калифорнийским животноводством. Кауикеаули был очень впечатлен навыками верховой езды и обращения со скотом испанских вакеро из Калифорнии, и он пригласил нескольких из них на Гавайи, чтобы обучить этим навыкам своих людей. Коренные гавайцы, которых обучали эти вакеро, стали паниоло, или «гавайскими ковбоями», которые до сих пор продолжают традиции верховой езды и разведения крупного рогатого скота. Несомненно, были и другие испанские авантюристы, прибывавшие в середине XIX века на китобойных судах, но их было немного. На самом деле испанских иммигрантов на Гавайях до 1900 года было так мало, что они учитывались только как «другие иностранцы» в результатах переписи населения Гавайев.

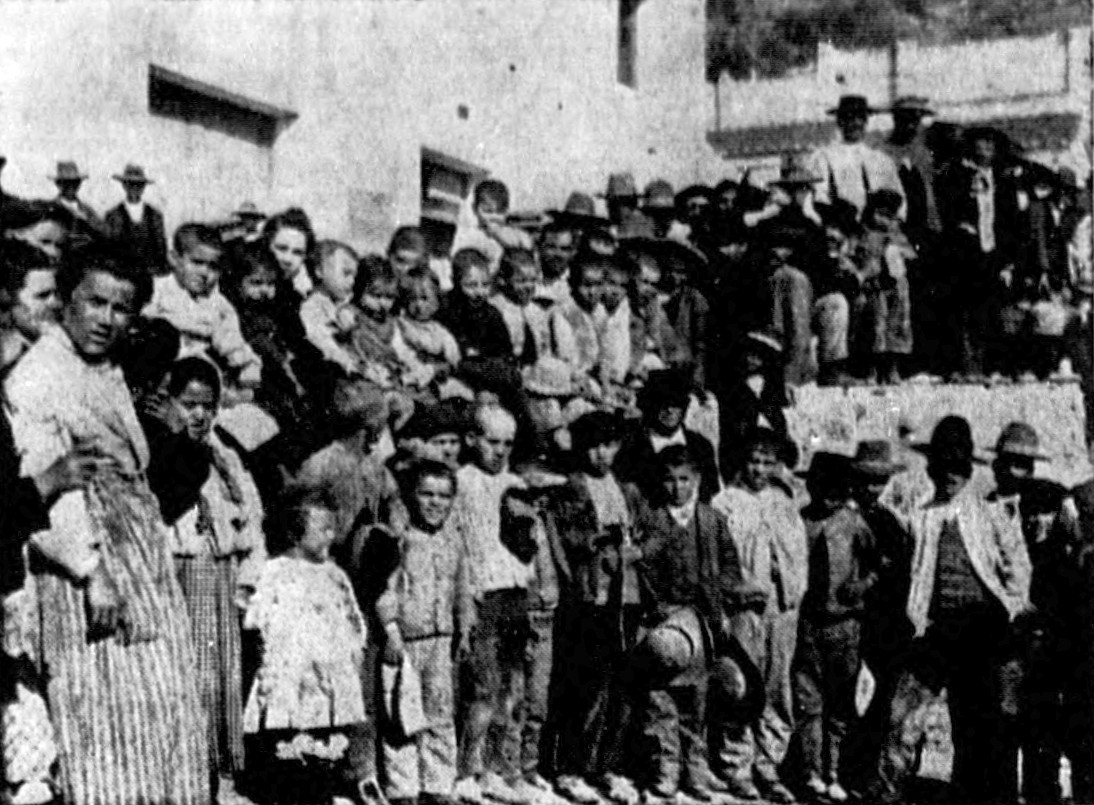
Испанские дети с корабля Гелиополис после прибытия на Гавайи.

## Иммиграция с 1907 по 1913 годы
Рост в конце 1800-х годов сахарной промышленности на Гавайских островах создал огромный спрос на рабочих для работы на плантациях сахарного тростника. Гавайское правительство при поддержке владельцев плантаций сначала привлекло наемных рабочих из Китая, чтобы удовлетворить эту потребность, но общественные настроения постепенно изменились против дальнейшего ввоза китайцев, и на их место были наняты португальские рабочие. Однако высокая стоимость доставки португальских рабочих и их семей на Гавайи, а также тот факт, что многие португальцы оставались на плантациях лишь до тех пор, пока не выполнят свои договорные обязательства, привели к тому, что Гавайская ассоциация сахарных плантаторов (HSPA), чтобы побудить правительство рассмотреть альтернативные источники рабочей силы. Испания, в частности, считалась жизнеспособным источником контрактных рабочих, которые были более приемлемыми в культурном отношении, чем многие другие этнические группы, которые уже были привлечены.

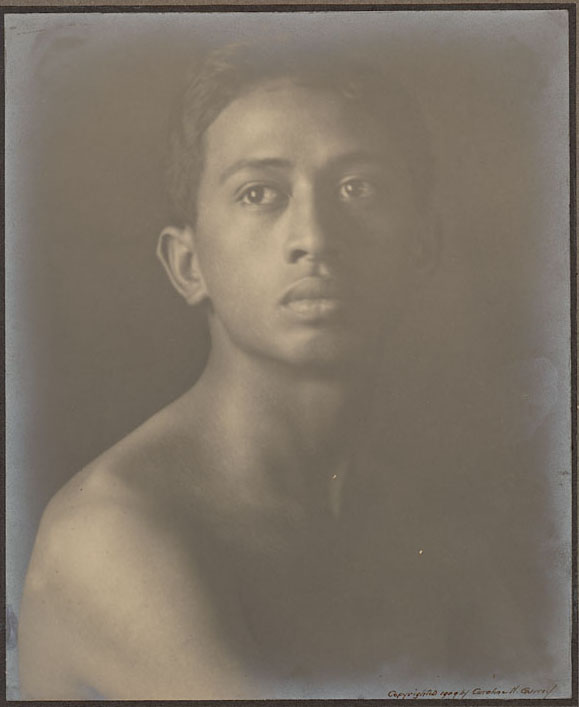
Испано-гавайский мальчик, «Яго».

Ввоз испанских рабочих на Гавайи начался в 1907 году, когда британский пароход Гелиополис прибыл в гавань Гонолулу с 2246 иммигрантами из испанской провинции Малага. Тем не менее, слухи о плохом размещении и питании во время путешествия создали политические осложнения, которые отложили следующий испанский ввоз до 1911 года, когда прибыл следующий пароход Ортерик со смешанным контингентом из 960 испанских и 565 португальских иммигрантов, испанцы сели на борт в Гибралтаре, и португальцы в Порту и Лиссабоне. Однако две группы спорили и дрались друг с другом во время долгого путешествия.«настолько, что их пришлось разлучить. Женщины… дошли до того, что таскали за волосы». Хотя португальская иммиграция на Гавайи фактически прекратилась после прибытия Ортерика, ввоз испанских рабочих и их семей продолжался до 1913 года, в конечном итоге перевезя на Гавайи в общей сложности 9 262 испанских иммигранта.

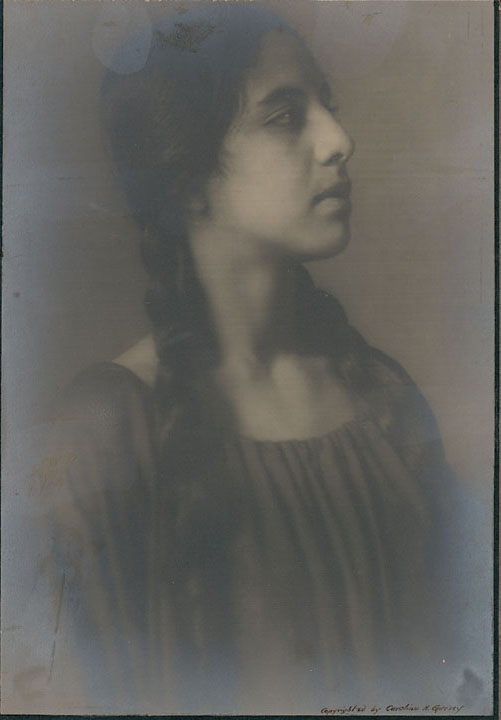
Испано-гавайская девушка

Несмотря на надежды, что испанские иммигранты, приехавшие на Гавайи, останутся и продолжат работать на плантациях сахарного тростника, большинство из них эмигрировало на материковую часть Соединенных Штатов, как правило, в Калифорнию, при любом удобном случае, в поисках больших возможностей. Настолько, что перепись населения США за 1930 год насчитывала только 1219 жителей (0,3 % населения) испанского происхождения, все ещё оставшихся на Гавайях. Хотя испанцы имели тенденцию к перемещению, их быстро вытеснили испаноязычные иммигранты с Филиппин и Пуэрто-Рико, которые к 1930 году составляли соответственно 17,1 % и 1,8 % населения. Для сравнения, жители португальского происхождения в 1930 году составляли 7,5 % населения.

## Рейсы на Гавайи
Шесть кораблей в период с 1907 по 1913 год доставили на Гавайи более 9000 испанских иммигрантов с материковой части Испании. Хотя многие из португальских иммигрантов, предшествовавших им, прибыли на Гавайи на небольших деревянных парусных судах вместимостью менее тысячи, все корабли, участвовавшие в испанской иммиграции, были большими пассажирскими пароходами со стальным корпусом.

Поскольку 491 из иммигрантов на Ортерике были португальцами, было ввезено 9 262 испанских иммигранта.
| Название          | Тип     | Принадлежность | Дата отправления   | Порт отправления                          | Дней в море    | Мужчины | Женщины | Дети  | Итого |
| ----------------- | ------- | -------------- | ------------------ | ----------------------------------------- | -------------- | ------- | ------- | ----- | ----- |
| Heliopolis        | Пароход | Великобритания | 26 апреля 1907 г.  | Малага (Испания) через Азорские острова   | 47             | 608     | 554     | 1084  | 2246  |
| Orteric (Osteric) | Пароход | Великобритания | 13 апреля 1911 г.  | Порту и Лиссабон (Португалия) и Гибралтар | 48 (Гибралтар) | 547     | 373     | 531   | 1451  |
| Willesden         | Пароход | Великобритания | 13 декабря 1911 г. | Гибралтар                                 | 52             | 639     | 400     | 758   | 1797  |
| Harpalion         | Пароход | Великобритания | 16 апреля 1912 г.  | Гибралтар                                 | 51             | 496     | 496     | 626   | 1618  |
| Willesden         | Пароход | Великобритания | 30 марта 1913 г.   | Гибралтар                                 | 49             | 491     | 377     | 490   | 1358  |
| Ascot             | Пароход | Великобритания | 4 июня 1913 г.     | Кардифф                                   | 60             | 424     | 327     | 532   | 1283  |
|                   |         |                |                    |                                           |                | 2,994   | 2,527   | 4,021 |       |
|                   |         |                |                    |                                           |                |         |         | Итого | 9,753 |

## Смотрите также
- Испанцы в Австралии
- Испанцы в Новой Зеландии